# Number One (King Kobra)
Number One è un album raccolta dei King Kobra, uscito il 4 luglio 2005 per l'Etichetta discografica Mausoleum Records.

## Tracce
1. Mean Street Machine
2. Fool In The Rain
3. Young Hearts Survive
4. Your Love's A Sin
5. Number One
6. Walls Of Silence
7. Lonely Nights
8. Redline
9. Perfect Crime
10. Overnite Love Affair
11. Poor Boy (You Are My Life)

## Musicisti
- Johnny Edwards - voce nelle tracce 1, 5, 6, 8, 9
- David Michael Phillips - chitarra, sintetizzatori, cori nelle tracce 1, 3, 4, 5, 6, 7, 8, 9
- Jeff Northrup - chitarra, cori nelle tracce 1, 5, 6, 8, 9
- Larry Heart - basso nelle tracce 1, 5, 6, 8, 9
- Mick Sweda - chitarra, sintetizzatori, cori nelle tracce 3, 4, 7
- Lonnie Vincent - basso, cori nelle tracce 3, 4, 7
- Marq Torien - voce, cori nella traccia 4
- Marcie Free - voce nelle tracce 2, 3, 7, 10, 11
- Earl Slick - chitarra nelle tracce 2, 10, 11
- Johnny Rod - basso nelle tracce 2, 10, 11
- Carmine Appice - batteria, percussioni, cori